# قلمرو ساکورا
قلمرو ساکورا (به ژاپنی: 佐倉藩, Sakura-han)، یک قلمرو فئودالی (هان (ژاپن)) تحت شوگون‌سالاری توکوگاوا دوره ادو ژاپن، واقع در ولایت شیموسا (استان چیبا امروزی), ژاپن. مرکز آن در قلعه ساکورا در شهر کنونی ساکورا، چیبا قرار داشت. در بیشتر تاریخ خود توسط خاندان هوتتا اداره می‌شد.